# 日乌
日乌（法語：Gioux，法語發音：[ʒju]）是法国克勒兹省的一个市镇，属于欧比松区。

## 地理
日乌（45°48'37"N, 2°7'18"E）面积37.42 平方千米，位于法国新阿基坦大区克勒兹省，该省份为法国中部省份，位于法國中央高原西北部，北起安德尔省和谢尔省，西接维埃纳省，南至科雷兹省，东临多姆山省，东北与阿列省接壤。
与日乌接壤的市镇（或旧市镇、城区）包括：克莱拉沃、克罗兹、费尼耶、让西乌-皮日罗勒、拉努阿耶、圣康坦拉沙巴讷。

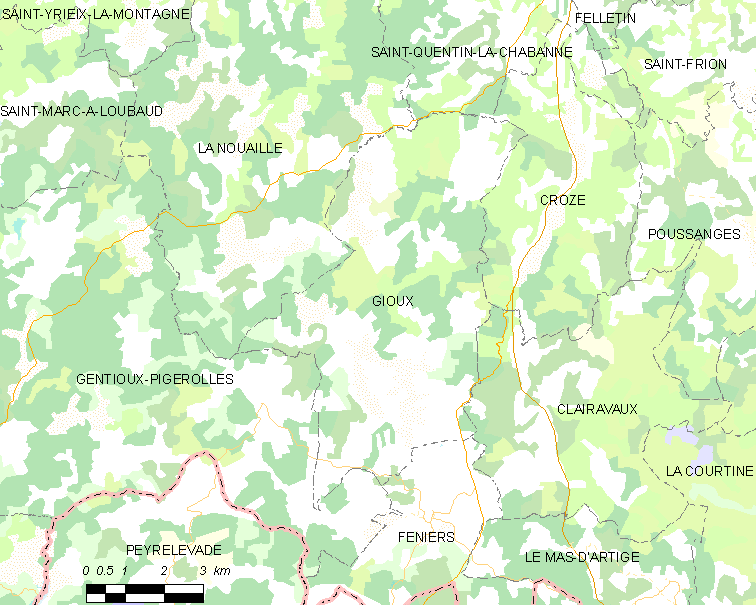
日乌的OSM定位图

日乌的时区为UTC+01:00、UTC+02:00（夏令时）。

## 行政
日乌的邮政编码为23500，INSEE市镇编码为23091。

## 政治
日乌所属的省级选区为费勒坦县。

## 人口

1962-2008年间日乌人口变化图示

日乌于2022年1月1日时的人口数量为179人。